# بوراک بیلگین
بوراک بیلگین (انگلیسی: Burak Bilgin؛ زادهٔ ۱۹ ژوئیهٔ ۱۹۹۲) بازیکن فوتبال اهل آلمان است.
از باشگاه‌هایی که در آن بازی کرده‌است می‌توان به باشگاه فوتبال دارمشتات ۹۸ اشاره کرد.